# Orzeczenie wstępne
Orzeczenie wstępne, orzeczenie prejudycjalne – wydawane przez Trybunał Sprawiedliwości Unii Europejskiej w odpowiedzi na kierowane do niego przez sądy krajowe pytanie prejudycjalne. 
Posiadają moc prawnie wiążącą w sensie, że sądy krajowe państw członkowskich Unii Europejskiej muszą się do nich stosować bądź wystąpić z ponownym pytaniem prejudycjalnym do TSUE. 
Obowiązek przestrzegania orzeczeń wstępnych nie wynika z żadnego z postanowień traktatowych, a jedynie stanowiska TSUE.
Ponadto, orzeczenia wstępne wydane przez Trybunał Sprawiedliwości nie są wiążące dla Sądu, choć ten zazwyczaj przestrzega ich w praktyce.
Dla orzeczeń wstępnych typowe jest to ujęcie precedensu sądowego, które sprowadza istotę orzeczenia sądowego do ogólnej reguły, a więc tzw. the rule model.
W przypadku orzeczeń wstępnych nie stosuje się natomiast raczej znanego anglosaskiej doktrynie precedensu podziału na ratio decidendi i obiter dicta; brak tu również modelu precedensu z analogii. 
Trudno mówić tutaj też o wyróżnianiu precedensów, czy o tzw. distinguishing.
Styl, w jakim sporządzane są uzasadnienia orzeczeń wstępnych jest urzędowy i dedukcyjny (subsumpcyjny, syllogistyczny), a przez to i lakoniczny i niedyskursywny.  
Orzeczenia wstępne mają skutek retrospektywny, tj. obowiązują wstecz, z wyjątkiem spraw, w których TSUE postanowi inaczej (wówczas mają one skutek dla sprawy przy okazji rozstrzygania której zostało zadane pytanie prejudycjalne, oraz dla spraw w których już zostały wytoczone powództwa przed sądami krajowymi).
Orzeczenia wstępne wydane później mają pierwszeństwo przed orzeczeniami wstępnymi wydanymi wcześniej w przypadku ich kolizji.